# Julien Mestrez
 (mai 2024).
Si vous disposez d'ouvrages ou d'articles de référence ou si vous connaissez des sites web de qualité traitant du thème abordé ici, merci de compléter l'article en donnant les références utiles à sa vérifiabilité et en les liant à la section « Notes et références ».
Julien Mestrez, né à Verviers le 22 août 1947, est un homme politique socialiste belge.
Licencié et agrégé en histoire de l’Université de Liège, il enseigne à l’Athénée Royal d’Eupen de 1973 à 1988, avant de devenir Préfet des Études à l’Athénée Royal Verdi. 
Dès 1973, il s’engage dans la vie politique de sa ville, et bientôt, devient :
- Conseiller communal de la ville de Verviers de septembre 1984 à mars 2004
- Echevin 
  - de l’Instruction publique de 1995 à 2004
  - des Sports de 1998 à 2000
  - de la Culture de 2001 à 2004

Parallèlement, il s’investit au niveau de la Province de Liège, où il est :
- Conseiller provincial de 1985 à 1994 et depuis 2000
- Député permanent, rapporteur au Tourisme, aux Intercommunales et à l’économie de 2004 à 2006
- Député provincial chargé des affaires économiques, de l’agriculture, de l’informatisation et de la tutelle de 2006 à 2012.

Depuis 2004, il est également Président du comité de direction et du conseil d’administration de la Spi, l’agence de développement économique de la province de Liège, ainsi que du comité directeur de l'Eurégio Meuse-Rhin et du Comité de suivi des projets Interreg.  
Il est administrateur de l'intercommunale Publifin, qui fait l'objet en décembre 2016 d'une polémique concernant des rémunérations excessives envers ses membres et d'une Commission d'enquête parlementaire depuis mars 2017. 